# Dabasa ciminius
Dabasa ciminius là một loài bướm thuộc họ Papilionidae. It has no common name.